# Prase páskované
Prase páskované, známé též pod jmény kanec páskovaný, prase divoké páskované a prase divoké žíhané (Sus scrofa vittatus) je poddruh prasete divokého (Sus scrofa), uvažuje se však o něm i jako o možném samostatném druhu Sus vittatus. Obývá Malajský poloostrov a řadu indonéských ostrovů, jako je Jáva, Bali, Sumatra, Borneo či Komodo.

## Popis
Je menší než kontinentální poddruhy, měří asi 80 cm, největší hmotnost prasat z Komoda činí 48 kg. Tělo je čtvercové s krátkýma tenkýma nohama. Subspecie má dlouhou, úzkou hlavu s rovným rypákem, velkýma očima a malými páráky u samců. Vzhledem k ostatním svým příbuzným má nejmenší velikost mozku a chrup je primitivnější. Jedná se obecně o krátkosrstý poddruh. Srst na zádech tvoří hřívu. Tělo a tlama mají červenohnědé zbarvení, ocas, tváře, krk a ramena mají barvu šedobílou.

## Chování
Prase páskované je noční zvíře. Samice tvoří skupinky asi o 10 jedincích, samci většinou žijí osaměle a k samicím se přidávají pouze v době rozmnožování. Reprodukční biologie tohoto poddruhu nebyla zkoumána, ale předpokládá se, že bude podobná hlavnímu druhu. Selata se rodí od prosince do března, jeden vrh čítá 2–6 mláďat.
Na rozdíl od ostatních poddruhů prasete divokého tvoří hlavní část potravy této subspecie ovoce. Na ostrově Jáva v NP Ujung Kulon požírá více než 50 druhů ovoce, miluje například fíky, přičemž slouží jako roznašeč semen. Na ostrovech Komodo a Rinca mají prasata páskovaná stravu pestřejší a živí se mimo ovoce rovněž kořeny, hlízami, trávou, hmyzem, hady a mršinami. Při odlivu vyhledávají kraby.